# Rodrigo Holgado
Rodrigo Julián Holgado (Buenos Aires, 28 giugno 1995) è un calciatore argentino, attaccante dell'América de Cali.

## Carriera
Ha giocato nella prima divisione dei campionati argentino, cileno e messicano.